# Анаэль (ангел)
Анаэль (копт. ⲁⲛⲁⲛⲓⲏⲗ; ивр. אנאל‎, 'Ana'el) — один из 72 ангелов-хранителей. Является ангелом любви, поэтому облачён в розовое. Часто отождествляется с Ханиилом и Хамуилом. В разных источниках упоминается под именами Ханиил, Ханиэль, Даниил, Анаил, Аниэль, Оноил и даже Уриил.

## Сведения
Не упоминается в Библии и Священном писании, что позволяет заключить, что его имя могло появиться в результате ошибки.
Анаэлю обращаются тогда, когда хотят избавиться от лени, приобрести любовь.
Известен, видимо, и в исламе, как Ана-Иль.
Является также архангелом, и почитается в иудаизме.

## В православии
В православии Анаэль ни разу не упоминался, но в разных апокрифических текстах был записан как один из 72 ангелов в списке, который был создан самим Богом.
В неканонических легендах православия Анаэль именуется Даниилом и его действия похожи на деяния ангелов Ханиила или Анаэля.

## Отношение в Средние Века
В Средневековье Анаэля считали падшим ангелом. Он, якобы, имел две ипостаси — демона и змея. Анаэля, даже, называли тем змеем, который искусил Адама и Еву.
Белые маги[неизвестный термин][какие?] утверждали, что ангел Анаэль может дать дар врачевания и колдовства.